# Melo umbilicatus
Melo umbilicatus, tên tiếng Anh: heavy baler' hoặc umbilicate melon, là một ốc biển rất lớn, là động vật thân mềm chân bụng sống ở biển trong họ Volutidae, họ ốc dừa.

## Hình ảnh

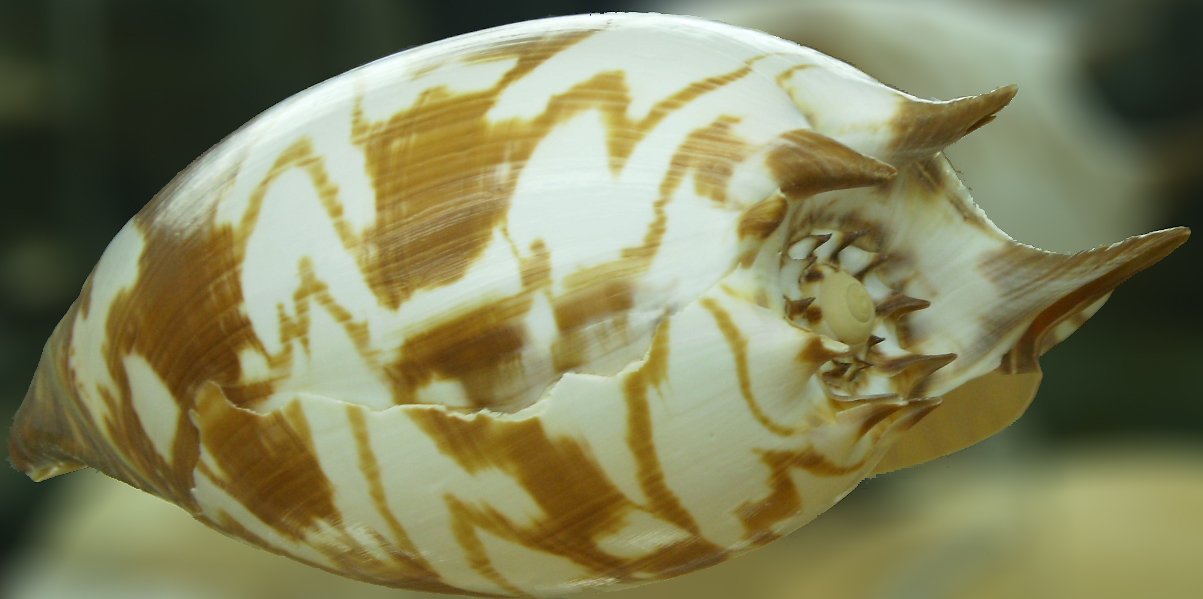